# Brzezinki (Wołczyn)
Brzezinki (deutsch Bürgsdorf) ist ein Ort in der Stadt- und Landgemeinde Wołczyn im Powiat Kluczborski der Woiwodschaft Opole in Polen.

## Geographie
Das Straßendorf Brzezinki liegt rund drei Kilometer nordöstlich von Wołczyn (Konstadt), 17 Kilometer von  Kluczbork und 50 Kilometer nordöstlich von Opole (Oppeln).
Nachbarorte von Brzezinki sind im Nordosten Skałągi (Skalung), im Südosten der Unieszów (Berthelschütz), im Südwesten Wołczyn  und im Nordwesten Krzywiczyny (Schönfeld).

## Geschichte

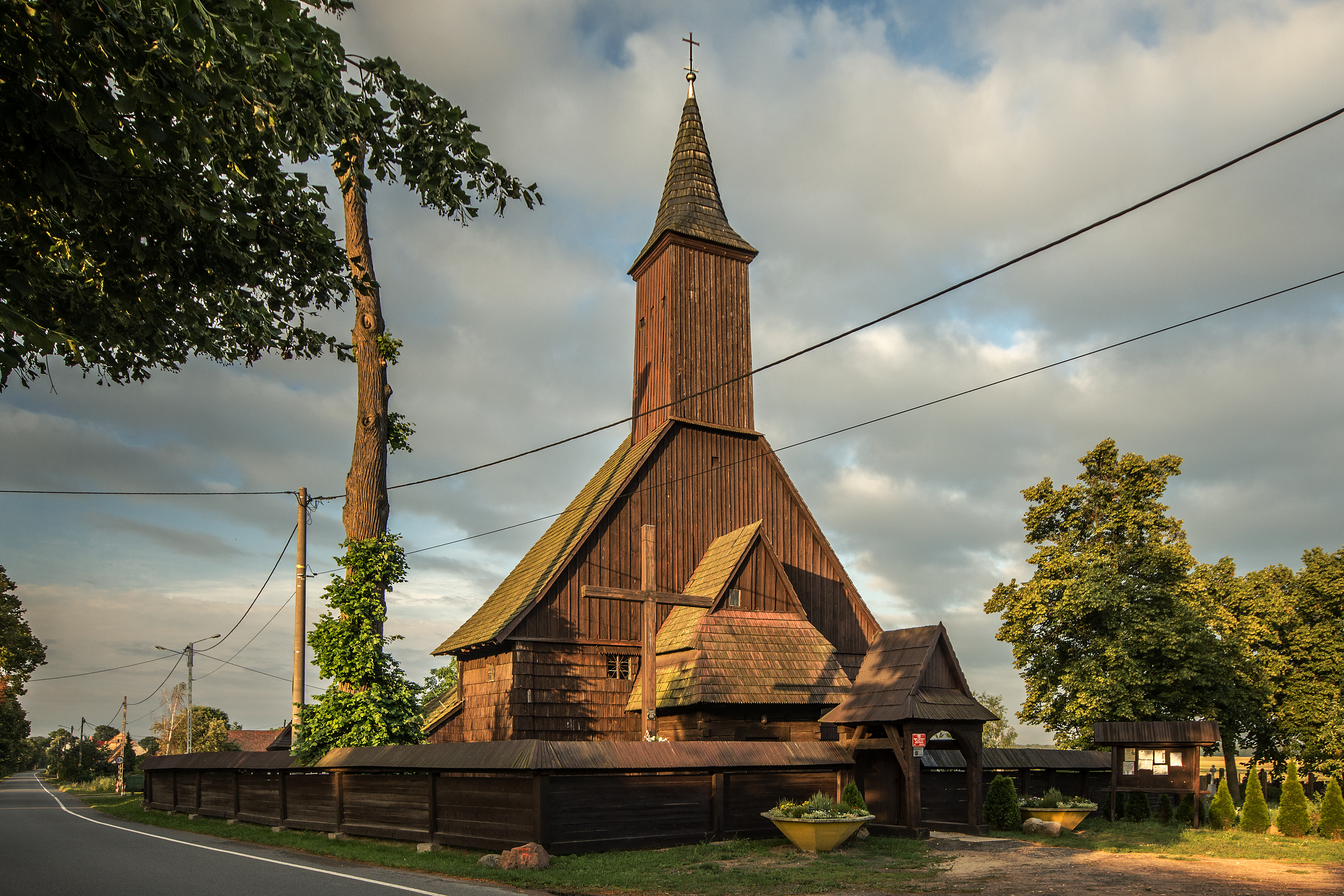
Schrotholzkirche Mariä Geburt

„Birchart“ wurde 1406 erstmals urkundlich erwähnt.
1825 wurde in Bürgsdorf eine Schule errichtet. 1845 bestand es aus einem Schloss, einer evangelischen Kirche und weiteren 88 Häusern, in denen 842 Bewohner lebten, davon 22 katholisch. 1874 wurde der Amtsbezirk Bürgsdorf gegründet.
1933 lebten in Bürgsdorf 574 Bewohner und 1939 waren es 541. Bis 1945 gehörte das Dorf zum Landkreis Kreuzburg O.S.
Als Folge des Zweiten Weltkriegs fiel Bürgsdorf 1945 wie der größte Teil Schlesiens an Polen. Nachfolgend wurde in Brzezinki umbenannt und der Woiwodschaft Schlesien angeschlossen. 1950 wurde es der Woiwodschaft Opole  eingegliedert. Seit 1999 gehört es zum Powiat Kluczborski (Kreis Kreuzburg).

## Sehenswürdigkeiten
- Die römisch-katholische Schrotholzkirche Mariä Geburt wurde 1550 quadratischem Grundriss erbaut und 1693 erweitert. Seit der Reformation bis zum Übergang an Polen 1945 diente sie als evangelisches Gotteshaus. Am Westgiebel befindet sich ein quadratischer Glockenturm mit einem Spitzhelm. Der barocke Hauptaltar stammt aus der zweiten Hälfte des 17. Jahrhunderts. Die Kirchenumfriedung mit einem Eingangstor an der Ostseite wurde 1753–1754 errichtet.[5] Seit 1953 steht die Kirche unter Denkmalschutz.[6]